# タケモトピアノ
タケモトピアノ株式会社は、大阪府堺市堺区に本社を置く中古ピアノの買取・販売を行う企業である。

## 概要
竹本功一が米国のガレージセールで中古ピアノが販売されているのをヒントとして、1979年に高知市内のデパート内に1号店を開業。
九州・四国・中国・関西・東海・関東の各地方を中心に全国でピアノの買取業務を行い、ヨーロッパ・米国・オセアニア・東南アジアなど、世界約50ヶ国に輸出を行っている。

### 沿革
- 1979年（昭和54年）3月 - 高知県高知市で「竹本楽器」を創業。
- 1981年（昭和56年）6月29日 - 「株式会社四国楽器センター」を高知市薊野1260番地24に資本金100万円で設立。
- 1983年（昭和58年）7月 - メンテナンスシステムを開発。同月27日に本店を高知市はりまや町二丁目11番10号に移転。
- 1985年（昭和60年）11月25日 - 本店を高知市はりまや町二丁目8番11号に移転。
- 1986年（昭和61年）4月 - 株式会社四国楽器センターを解散。「タケモト商店」として大阪府岸和田市で再出発。
- 1987年（昭和62年）2月 - 海外商社との卸売取引開始。
- 1988年（昭和63年）6月 - 中古ピアノ買取部門開設。
- 1994年（平成6年）8月 - オーストラリアおよび他の海外の国々へ輸出を開始。
- 1995年（平成7年）8月 - 堺市宿院町に自社工房とオフィスを開設。
- 1997年（平成9年）1月 - テレビCMの放送開始。
- 1998年（平成10年）2月 - 個人商店から法人組織へ変更するとともに、「タケモト商店株式会社」設立 資本金1,000万円。
- 2000年 (平成12年) 
  - 5月 - 資本金を7000万円に増資。
  - 8月 - 「もっともっとタケモット」「みんなまあるく」のテレビCMの放送を開始（同時に全国放送へ移行）。
- 2002年（平成14年）3月 - ドイツ フランクフルトのミュージック・メッセ出展。
- 2002年（平成14年）5月 - 岸和田市へ倉庫移転。
- 2003年（平成15年）1月 - アメリカのアナハイムへ出展。
- 2003年（平成15年）9月 - 「タケモトピアノの歌」発売 ヒットチャート7位に。
- 2004年（平成16年）4月 - 「タケモトピアノ株式会社」に社名変更。
- 2005年（平成17年）11月 - 「タケモトピアノ」 商標登録。
- 2005年（平成17年）12月 - 社債発行。
- 2007年（平成19年）11月 - コンプライアンスプロジェクト準備室発足。
- 2009年（平成21年）3月 - 新社屋完成 （堺市堺区神南辺町三丁）。
- 2010年（平成22年）1月 - 資本金を1億円に増資。
- 2013年（平成25年）1月 - タケモトピアノCD、日本コロムビアより発売。
- 2014年（平成26年）3月 - ドイツ フランクフルトのミュージック・メッセ出展。
- 2015年（平成27年）9月 - 社長に竹本圭一が就任。
- 2015年（平成27年）10月 - 中国上海メッセに出展。
- 2016年（平成28年）4月 - 大型ピアノ展示場「ANNEX(アネックス)」完成し、ピアノミュージアムを開設。
- 2016年（平成28年）5月 - ドイツ フランクフルトのミュージック・メッセ出展。
- 2016年（平成28年）5月 - 熊本地震被災者支援で飲料水（500ml×2500本）を寄附。
- 2016年（平成28年）9月 - アルソック顔認証警備ロボット導入。
- 2016年（平成28年）10月 - 堺・アセアンウィーク　2016民間大使プログラムに協力。
- 2019年（令和元年）7月 - パワーアシストスーツ導入。
- 2022年（令和4年）5月 - オフィシャルサイトリニューアル。
- 2024年（令和6年）7月 - AIと実写を融合させた新しいCMが完成。
- 2025年（令和6年）5月 - 新しいCMが「大阪広告協会賞 特別賞」受賞。

## テレビCM・ラジオCMなど
財津一郎が出演していたことで知られ、財津が自身のギャグ「～してちょうだい」を取り入れつつ軽妙なステップと歌声を披露し、関西のダンサーと共演する構成となっている。このCMは2000年8月1日から2023年8月末まで放映されていた。それ以前にも、1997年から2000年にかけて異なるCMが6本制作されており、財津もこれらのCMに出演していた。
2023年10月19日にタケモトピアノのサイトに財津への哀悼文が掲載された。
これは竹本功一が財津の大ファンで、財津の持ちネタである「〜ちょーだい」という言葉が同社の企業特性にマッチしていたことから採用されたという。また財津も以前から音楽やピアノを好み、同社の業務内容や東南アジアへのボランティア事業に共感したことからオファーを受けている。ダンスの振り付けは、香瑠鼓が担当している。当初は財津もダンサーと一緒に踊る構成が計画されていたものの、財津が脳出血手術直後のため断り、振付師側からの提案で財津のみ当て振りを行う構成となった。同社の広報が作詞を担当し、CMについて「子どもの好きそうな踊りや口ずさみそうなフレーズを意識した」とも語っている。
かつて『探偵!ナイトスクープ』で「赤ちゃんが泣き止むCM」として紹介されたことがある（2001年11月30日放送。依頼：「タケモトピアノの謎」
、探偵：立原啓裕）。またその効果から音の出る絵本や玩具といった知育系商品にもCMソングのメロディが収録されている。当時は関西・東海限定CMであったが、『ナイトスクープ』のネットされているそれら以外の地域でも紹介された。同CMは2011年7月24日（岩手県・宮城県・福島県は2012年3月31日）の地上デジタルテレビ放送に完全移行後も4:3の画面比率での放映が続いていたが、2015年2月からは現行のCMの左右端に映像加工を施した16:9の新CMが放映された。2013年からは、これらとは別にナレーション主体の新しいCMも放送されている。
ラジオでもスポットCMを放送しているが、ラジオCMのものはテレビCMのものをそのまま使用しており、テレビCMとまったく同じ内容で音声だけを15秒間流したのち、新たに問い合わせ先の電話番号のナレーション（「お問い合わせは、0120…」）を加え、20秒のスポットCMとしている。
何かと注目されるCMを受け、関連会社・タケモットによって玩具メーカーのサンタンなどから、CM関連グッズやCD・DVDなども販売されている（これらの関連グッズ発売まで、「CMのビデオを売ってほしい」との問い合わせが殺到していた）。CDは発売当時、一企業のCMソングながらオリコンチャートの上位に入るなど話題を呼ぶと共に、CMも当初は関西ローカル限定放映だったが、後に日本全国で放映されている。また近年はテレビ朝日及び朝日放送テレビ制作の番組に提供されることが多い。曲は「もっともっとタケモット」「みんなまあるく」の2曲で、続けて放送されることが多い。「ピアノ売ってちょーだい!」という個性的な歌詞である。通信カラオケのDAMにも収録されている。
東京ドームの本塁後方の回転式フェンス広告のスポンサーでもある。
2021年にはエイプリルフール企画として音楽ゲーム『maimai でらっくす Splash PLUS』で「もっともっとタケモット」「みんなまあるく」の2曲を合わせた曲「タケモトピアノCMソング」が収録された。
2000年から使用されてきたCMの放映は2023年8月末をもって終了し、同年9月には財津との契約も終了した。それから1か月後の同年10月14日に財津は死去している。なお、同月下旬からピアノ修繕・整備の模様の映像と「みんなまあるく」の歌なしバージョンがバックに流れるCMが放映されていたが、2024年8月から従前のCMをベースにAIと実写を融合させた新しいCMが放映される。

2025年3月、東京ドームの1塁3塁ダッグアウトにカラー看板の広告が掲出される。

### 出演
- 財津一郎
- ピアノの妖精 - 川口維、紀元由有、NAO、菊口真由美

### スポンサー番組
現在（2023年11月まで）
- テレビ朝日制作

- クイズプレゼンバラエティー Qさま!!
- 帰れマンデー見っけ隊!!
- 水曜21時枠刑事ドラマ（相棒シリーズ 2018年4月度以降は明治とアディーレ法律事務所と入れ替わる形で下記の木曜ドラマに集約された）
- 木曜ドラマ

- 朝日放送→朝日放送テレビ制作
  - 芸能人格付けチェック
  - 志村&所の戦うお正月

※毎年、元日午後に放送している特番。年によって30秒枠数回提供や90秒提供枠もある。
- スーパーベースボール・阪神主催試合中継（阪神甲子園球場主催分のみ）

※ 巨人戦のみ全国ネットされる場合があるが、それ以外の他球団との対戦試合は日曜日デーゲーム・水曜日ナイトゲーム中継のみで、関西ローカル。自社CMの他に、中継でのリプレイ時にタケモトピアノのロゴを随時挿入（2012年まで）。2016年4月27日放送の巨人戦・水曜日ナイトゲーム中継を提供した。
- 関西テレビ制作・フジテレビ系
  - 関西テレビ制作・火曜夜10時枠の連続ドラマ（2013年1月 -）
    - GTO

※全国ネットドラマでは初の提供。サキよりスポンサーに参入
- TBS制作
  - 月曜ゴールデン

※2015年4月から提供。TBS系の全国ネット番組では初の提供。
- テレビ大阪制作・テレビ東京系
  - 和風総本家

※2時間スペシャルおよび不定期で提供
- プロ野球日本シリーズ中継（2021年第3戦、2023年第5戦）

過去
- 朝日放送制作（プロ野球中継以外は全国ネット）
  - 新婚さんいらっしゃい!（2010年4月 - 2012年3月）※ 提供読みは「ピアノリサイクル・タケモトピアノ」2010年4月から9月まで45秒、2010年10月から12月までと2011年4月から2012年3月まで30秒、2011年1月から3月まで60秒。
  - パネルクイズ アタック25（2012年4月 - 6月）※ 「新婚さん-」と交互になることがある。
  - 上沼恵美子のおしゃべりクッキング
  - 大改造!!劇的ビフォーアフター ※年末年始では下記の正月特番に提供を差し替えることがある。
  - 土曜ワイド劇場
  - サンデーデラックス（19時台）
  - 相葉マナブ

※いずれもテレビ朝日・朝日放送制作共通。
- たけしの健康エンターテインメント!みんなの家庭の医学
- プロ野球日本シリーズ中継（2013年） ※朝日放送ラジオ
- 読売テレビ制作
  - 遠くへ行きたい（日本テレビ、中京テレビ、福岡放送）※その後競合の伸和ピアノもスポンサーになった。

『ぷるるんっ!しずくちゃん』を起用したCMを放映していたこともある。

## エピソード
たけしのニッポンのミカタ!（2013年11月1日放送）で、100万円以上するピアノ運搬専用の特注品のフォークリフトや、3000万円以上するピアノを磨く装置（特注品）などが紹介されている。
ファイトソング第3話（TBS、2022年1月25日放送）で、芦田春樹（演 - 間宮祥太朗）の家に内見で訪問したクリス（演 - 前田旺志郎）が「ピアノ売ってちょーだい!」を彷彿させるセリフを述べている。

## 芸術文化支援活動
- 3000人の吹奏楽（関西テレビ放送・同実行委員会主催） - 協賛という形で長きに渡り支援している
- アマチュアトップコンサート（関西テレビ放送・阪急電鉄主催） - 協賛という形で携わっている

## CD
- 『タケモトピアノの歌』／財津一郎＆タケモット（BWCA-1012、2003年9月25日発売、ブロー・ウィンド・レコード）※廃盤
  - オリコン最高75位、登場回数7回
- 『タケモトピアノCMソング』／財津一郎＆タケモット（COZC-741/2、2013年1月23日発売、日本コロムビア）

## 関連会社
- タケモット株式会社
  - 事業内容：ブランドマネジメント・ライセンスコンテンツ事業・タケモトピアノ関連グッズの販売
- ピアノバンク株式会社
  - 事業内容：中古ピアノの卸販売（ピアノ修理・塗装）